# 密尔沃基县
密尔沃基縣（英語：Milwaukee County）是美国威斯康辛州東南部的一個縣，東臨密歇根湖，面積3,081平方公里。根據2020年美國人口普查，人口共有93萬9,489人。縣治密尔沃基是全州人口最多的城市。該縣成立於1835年8月25日，縣名是奧吉布瓦語mino-aki ，意思是「肥沃的土地」。

## 城市
- 密爾瓦基
- 沃瓦托薩
- 西艾利斯
- 格林菲爾德
- 富蘭克林
- 格倫代爾（英语：Glendale, Wisconsin）
- 聖法蘭西斯（英语：St. Francis, Wisconsin）
- 卡德海（英语：Cudahy, Wisconsin）
- 南密爾瓦基（英语：South Milwaukee, Wisconsin）
- 橡樹溪

## 外部連結
- 密爾瓦基郡官方網站（页面存档备份，存于）
- 密爾瓦基郡地圖（页面存档备份，存于）
- Milwaukee County Transit System